# Xavier Bazot
Pour les articles homonymes, voir Bazot.
Xavier Bazot (né à Bourges le 15 décembre 1955) est un écrivain français.

## Biographie
Il grandit dans la pâtisserie familiale, qui l'inspirera pour écrire Un fraisier pour dimanche. Dès son enfance, il manifeste un goût prononcé pour l'écriture. Après des études de lettres, il devient responsable d'un centre d'hébergement d'urgence Emmaüs. Il reste très sensible à la condition des populations exclues, marginalisées, vagabondes ou nomades, en voyage ou en errance. Son roman Camps volants en témoigne. Après deux saisons passées aux côtés des gens du cirque, l'une avec l’École du cirque de Pierre Etaix et Annie Fratellini, l'autre avec le cirque Reno, expériences qui lui permettent d'écrire le recueil de vingt-neuf courts récits Chronique du cirque dans le désert, il décide de se consacrer uniquement à l'écriture. N'exerçant pas d'autre métier que celui d'écrire, il poursuit l'élaboration de son œuvre grâce à des bourses de création ou des résidences d'écrivains. Il vit à Paris et il est le père de deux filles.
Son œuvre est principalement parue aux éditions Le Serpent à Plumes. Son éditeur actuel est Champ Vallon. Xavier Bazot est l'auteur d'une œuvre exigeante dont le style, à la syntaxe inversée ou rompue, au vocabulaire choisi, est subtilement esthétisé.

## Œuvres
- Tableau de la Passion, roman, 1990, éditions P.O.L.
- Chronique du cirque dans le désert, 29 récits, 1995, éditions Le Serpent à Plumes ; coll. Motifs n°156, 2002. w
- Un fraisier pour dimanche, roman, 1996, éditions Le Serpent à Plumes.
- Stabat Mater, roman, 1999, éditions Le Serpent à Plumes.
- Chemin glissant, 1999, nouvelle, Festival de la Nouvelle à St Quentin.
- Où habiter ? Où écrire ? 2000, texte sur remue.net
- Au bord, trois récits, 2002, éditions Le Serpent à Plumes.
- Camps volants, roman, 2008, éditions Champ Vallon.
- Fresque et Mosaïque, L'Atelier contemporain François-Marie Deyrolle Éditeur,2021

## Citations
- « Ne pas avoir peur de ton visage sans vie, ne pas tourner le dos, de crainte de tomber fou, à l'abîme qui s'ouvre devant moi, te blottir, nu, contre mon corps nu, t'insuffler ma vie ou devenir moi-même comme une pierre ! Car mes bras ne sont pas encore vides, ma peau ne sent pas que le vent, j'ai dans mes mains mon petit enfant, même rigide c'est lui, en chair et en os, et tout est désormais possible ! » (Stabat Mater)
- « À sa délicieuse prévenance envers elle je sais qu'il la trouve belle, et qu'il m'aime, à ses doigts de voleur tourne une cigarette anglaise, du pouce et de l'index lisse sa main libre ses moustaches roussies par le tabac, qui suivent les commissures de ses lèvres, assortie à son rubis sa cravate est superbe, je pense : un jour Joseph glissera sa bague à mon majeur droit, car je suis son fils spirituel. » (Au bord)

## Critiques
- "Le goût de l’auteur de « Stabat mater » pour les marges donne une belle unité à « Fresque et Mosaïque », son récit d’introspection enthousiasmant et circulaire." (Bertrand Leclair "Le Monde")
- « Il est des écrivains dont le langage est une patrie. Xavier Bazot a inventé la sienne. Il crée une langue qui a du souffle. Les mots bruissent, certains se taisent. Ils nomment des choses inconnues, peut-être des choses innommables. » (Jennifer Kouassi, Le Magazine Littéraire)
- « Un écrivain qui n'a pas renoncé au dire profondément poétique, entendez qu'il refuse de s'enfermer dans le discours, qu'il prétend encore habiter la langue plutôt que l'utiliser. » (Bertrand Leclair, La Quinzaine littéraire)
- « Ecrivain de la marge, de la relégation, styliste hors pair, à la phrase sinueuse et circulaire, Xavier Bazot poursuit une œuvre exigeante, s'attachant à restituer une atmosphère, des paysages, des territoires excentrés. » (Claire Julliard, Nouvel Obs)
- « C'est miracle que de cette langue si peu naturelle, naît une humanité immédiatement proche. C'est comme si la lecture sinueuse et déstabilisante, nous dévêtait de nos habitudes, pour projeter à notre esprit un réel camouflé, mis à la marge, déplacé dans ces territoires sans identité où l'on aimerait maintenir, comme lépreux autrefois, ceux qui ne veulent ni maison ni toit. C'est un nouveau tour de force que réussit Xavier Bazot, dont chaque livre, depuis Tableau de la passion (P.O.L, 1990), signale une voix aussi singulière, un talent rare qui, à l'image du narrateur, ne verse jamais dans le compromis. » (Le Matricule des Anges)
- « Son écriture ciselée, chacun de ses mots longuement humé, évitent l'écueil d'une autofiction mélodramatique pour atteindre à un récit distancié qui nous a émus autant que troublés. » (Marie Gobin, Lire)
- « L'écriture, travaillée, brutale et poétique tour à tour, le récit décousu, toujours en mouvement à l'image des voyages réels ou imaginaires qui bercent ces habitants à la recherche permanente d'un ailleurs ou d'une simple place, déroutent un peu puis tissent un texte troublant, émouvant entre méditation, pure oralité et incantation. Juste un texte sensible, humain, rare, profond dont la forme épouse magnifiquement le sens. » (Dominique Baillon-Lalande, Encres vagabondes)